# Besarabia

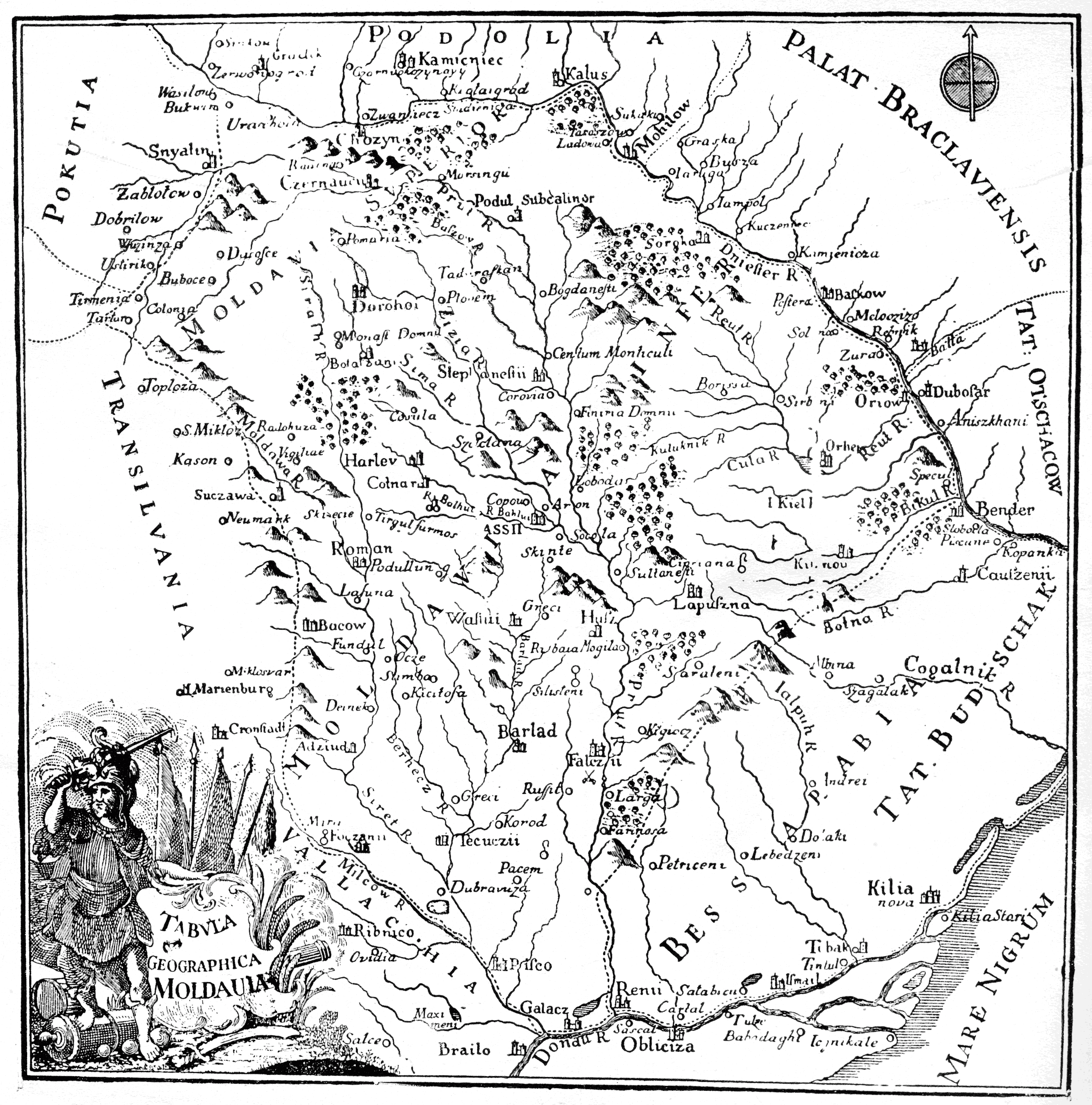
Mołdawia w XVIII wieku na mapie wykonanej przez anonimowego kartografa na podstawie: 1. oryginalnej mapy Dimitriego Kantemira (początek XVIII w.) i 2. mapy Augusta Gotloba Boehma (Nurnberga, 1765). Ukazała się ona w pierwszym niemieckim wydaniu Descriptio Moldaviae (red. Büsching, 1769-1770).
Budziak i Besarabia to obszar pomiędzy dolnymi biegami Prutu i Dniestru, wzdłuż wybrzeża Morza Czarnego.

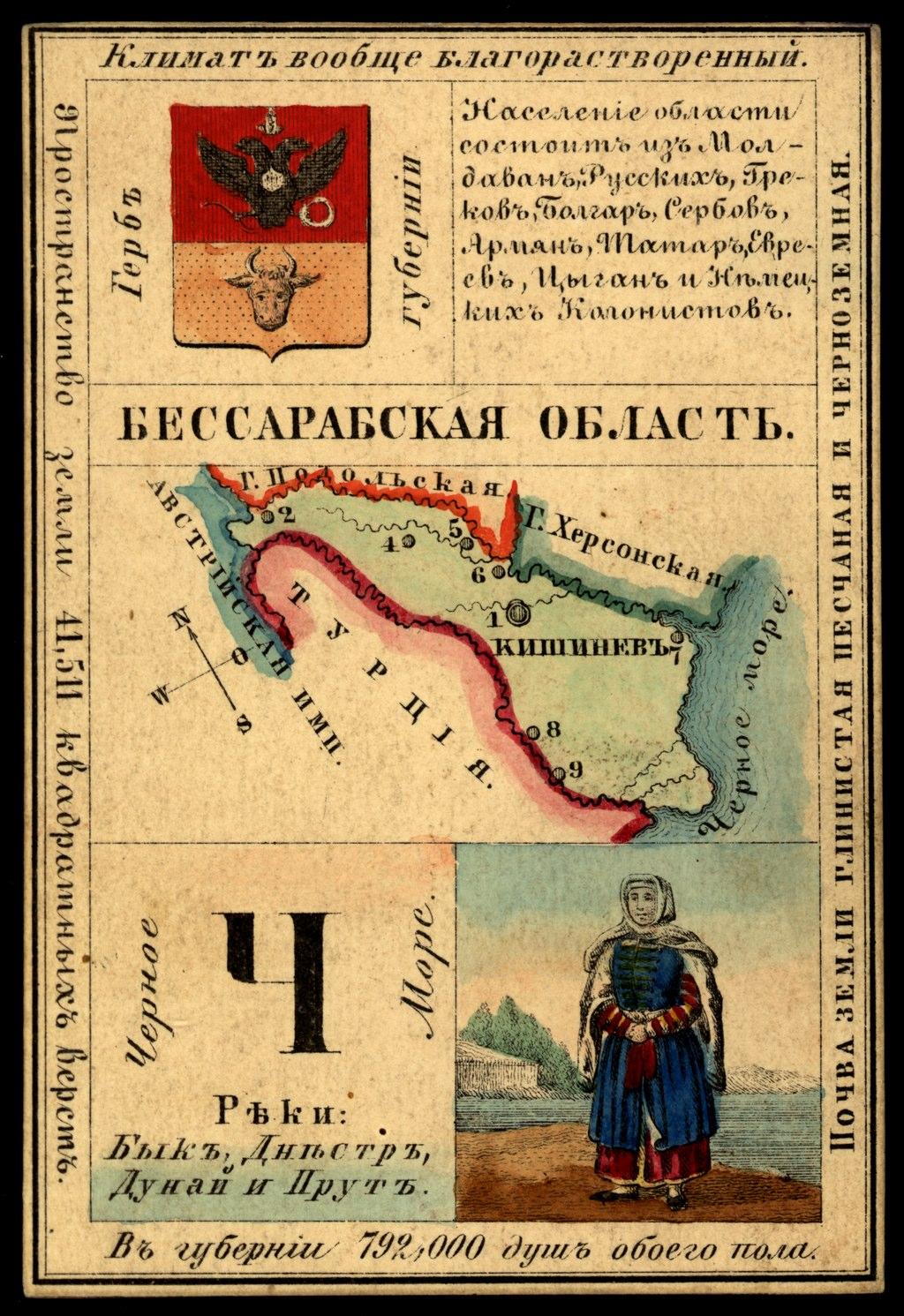
Obwód besarabski na jednej z zestawu 82 ilustrowanych kart – po jednej dla każdej prowincji Imperium Rosyjskiego w stanie, w granicach i wg podziału administracyjnego z 1856 roku. Każda karta przedstawia elementarne informacje nt. kultury, historii, gospodarki i geografii danej prowincji. Na rewersie znajduje się schematyczna mapa prowincji, herb, informacje o ludności oraz grafika ilustrująca reprezentatywny strój jej mieszkańców.

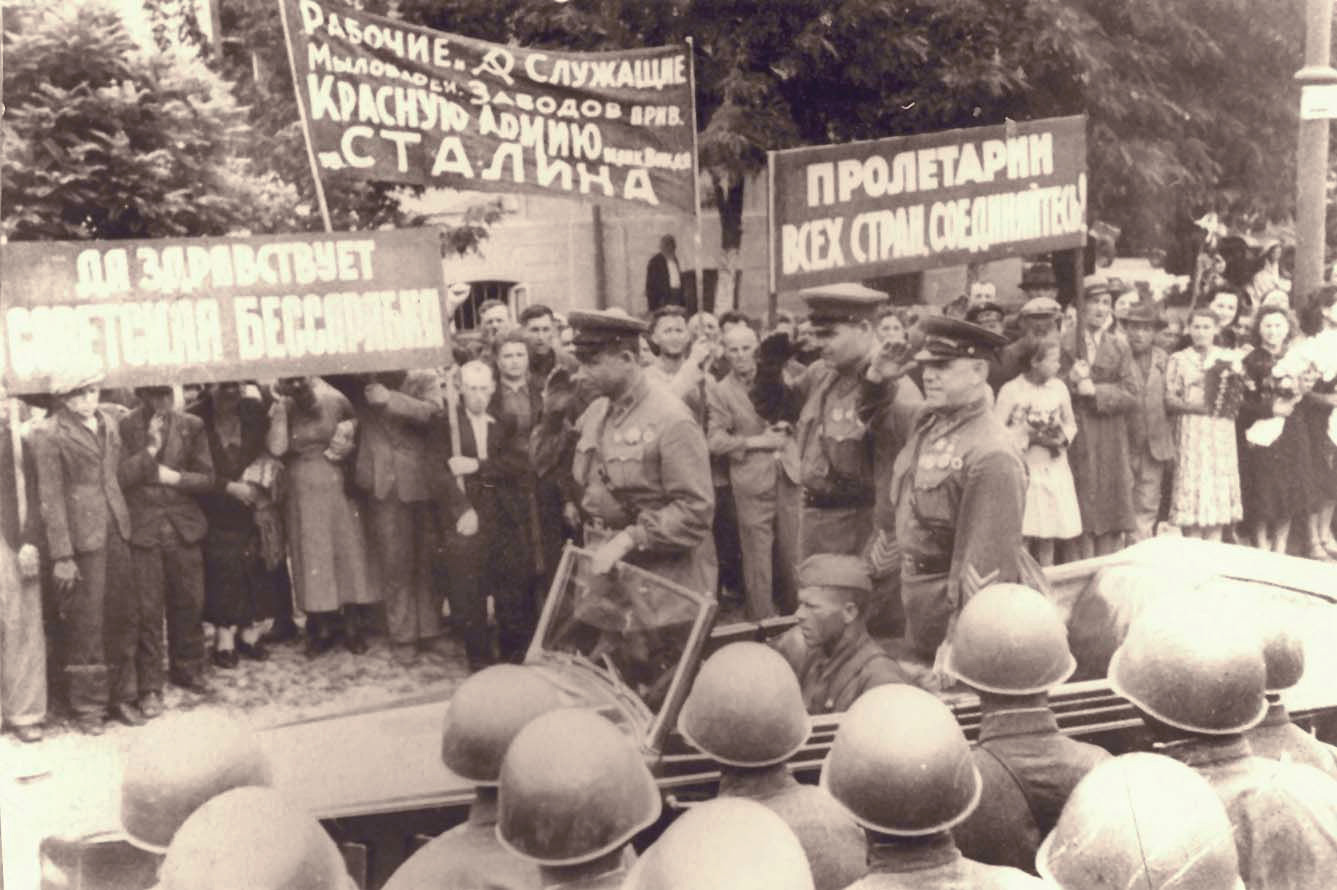
Dowódcy Armii Czerwonej w zajętym Kiszyniowie 4 lipca 1940. Pierwszy z prawej Gieorgij Żukow.

Besarabia (rum. Basarabia, tur. Besarabya, ukr. Бесарабія) – kraina historyczno-geograficzna położona we Wschodniej Europie między dolnymi biegami Dniestru i Prutu. Obecnie jest częścią Mołdawii i Ukrainy. Współcześnie nazwy Besarabia używa się w znaczeniu historycznym, geograficznym i kulturowym.

## Granice
Besarabia stanowi wschodnią część historycznej Mołdawii. Na zachodzie graniczy poprzez rzekę Prut z Mołdawią Zachodnią, na północnym zachodzie graniczy z Bukowiną (także częściami historycznej Mołdawii). Poprzez Dniestr graniczy od północy i północnego wschodu z Podolem oraz od wschodu z Jedysanem. Południową część Besarabii stanowi region Budziaku.

## Etymologia i użycie nazwy
Według tradycyjnego wyjaśnienia nazwa Besarabia (po rumuńsku Basarabia) wywodzi się od wołoskiej dynastii Basarabów, która rzekomo władała południową częścią tych terenów w XIV wieku. Jednak niektórzy uczeni kwestionują to, twierdząc, że: 
- nazwa była początkowo egzonimem stosowanym przez zachodnioeuropejskich kartografów
- po raz pierwszy pojawiło się ono w źródłach lokalnych dopiero pod koniec XVII w.;
- pomysł, że odnosił się on do regionów mołdawskich w pobliżu Morza Czarnego, został wyraźnie odrzucony jako pomyłkę kartograficzną przez wczesnego kronikarza mołdawskiego Mirona Costina;
- zamieszanie mogło być spowodowane przez średniowiecznych kartografów zachodnich, błędnie interpretujących współczesne polskie odniesienia do Wołoszczyzny jako Besarabii jako odnoszące się do odrębnej krainy między Wołoszczyzną a Mołdawią.

Według Dimitriego Cantemira nazwa Besarabia pierwotnie odnosiła się jedynie do części terytorium na południe od Górnego Wału Trajana, a więc obszaru tylko nieznacznie większego od dzisiejszego Budziaka.

## Historia

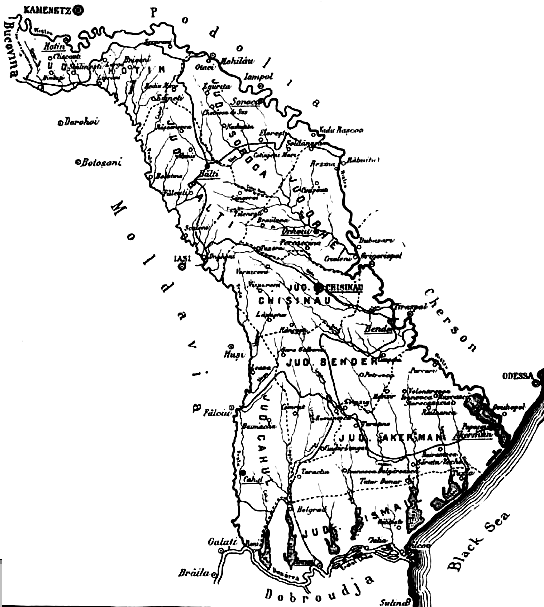
Stara mapa Besarabii

Nazwa regionu wzięła się od hospodara Mikołaja Aleksandra Basaraba, który przyłączył południe regionu (Budziak) do Wołoszczyzny. W drugiej połowie XIV wieku została przejęta przez Hospodarstwo Mołdawskie; głównymi ośrodkami gospodarczymi były Kilia i Akerman – ważne porty handlu czarnomorskiego – oraz Orgiejów, Soroki, Lăpușna, Tehinia, Chocim, a od XVIII wieku także Kiszyniów. Na przełomie XV i XVI wieku wraz z całą Mołdawią poddano ją pod zwierzchnictwo Imperium Osmańskiemu. W 1484 i 1538 r. Turcy wydzielili z Mołdawii Budziak, z Kilią, Białogrodem oraz Tehinią, i przyłączyli go do ejaletu Silistry. Do 1812 r., gdy została zajęta przez wojska rosyjskie, Besarabia nie stanowiła oddzielnej jednostki terytorialnej, administracyjnej, czy etnicznej.
Region pozostał w ramach Imperium Rosyjskiego do 1914 roku jako oddzielna gubernia, której nadano nazwę odnoszącą się pierwotnie tylko do Budziaku. 
W czasach cesarskiej Rosji nastąpiła kolonizacja regionu osadnikami z Rosji, Turcji (Bułgarzy, Gagauzi) i Niemiec, co umocniło jego multietniczność. Besarabia stała się też częścią strefy osiedlenia Żydów. Według rosyjskiego spisu statystycznego z 1896 roku Besarabię zamieszkiwało około 920 tys. Rumunów (Mołdawian) (50%), ponadto 380 tys. Ukraińców (20%), 230 tys. Żydów (12%), 155 tys. Rosjan (8%) i około 100 tys. Bułgarów (5%). Niewielkie mniejszości stanowili też Cyganie, Grecy, Ormianie, Serbowie, Niemcy, Polacy, Gagauzi i Turcy. Region zaczął się rozwijać po okresie dwuwiekowej stagnacji, uregulowano miasta, powstały połączenia kolejowe. W okresie carskim dochodziło do inspirowanych przez władze pogromów żydów, z największym w Kiszyniowie w 1903 r. 

### Historia współczesna
W 1917 r. Besarabia ogłosiła niepodległość jako Mołdawska Republika Demokratyczna, a w czerwcu 1918 r. zajęta została w większości (bez Budziaka) przez Rumunię.
W chwili przyłączenia do Rumunii Besarabia była jej najbiedniejszym regionem. Nowe władze dość skutecznie zwalczały analfabetyzm – poziom alfabetyzacji wzrósł z 19% do 55%, a także modernizowały region; mimo tego dochodziło do nadużyć władz i tarć społecznych.
Po dwudziestoczterogodzinnym ultimatum wystosowanym przez rząd ZSRR (w konsekwencji ustaleń paktu Ribbentrop-Mołotow) po klęsce Francji, sojusznika Rumunii, 26 czerwca 1940 wobec rządu Rumunii z żądaniem natychmiastowego opuszczenia terytorium północnej Bukowiny i Besarabii przez wojsko i władze rumuńskie, opuszczone terytorium okupowała po przeprowadzonej w dniach 28 czerwca-3 lipca 1940 ewakuacji rumuńskiej Armia Czerwona, a następnie 2 sierpnia anektował je ZSRR w formie Mołdawskiej SRR ze stolicą w Kiszyniowie. W latach 1941–1944 wróciła na krótko do Rumunii po ataku III Rzeszy na ZSRR, w którym Rumunia uczestniczyła po stronie Niemiec. W tym czasie wymordowano, lub wysiedlono (głównie do Transnistrii) znaczną część ludności żydowskiej – szacuje się, że zginęło 60–100 tysięcy z 270 tysięcy besarabskich Żydów. Po wojnie Besarabia pozostała przy ZSRR. Część terenów włączono do USRR (głównie powiaty: Kaguł, Białogród, Chocim, Izmaił).
W okresie stalinowskim doprowadzono do kontrolowanej klęski głodu (216–350 tysięcy ofiar), masowych wysiedleń i niemal całkowitego wyeliminowania elit regionu (około 330 tysięcy zabitych i od kilkuset tysięcy do 1,5 miliona wypędzonych – łącznie z Bukowiną północną), których zastępowano głównie rosyjskimi osadnikami (od kilkuset tysięcy do miliona).
Po rozpadzie ZSRR w 1991 r. z Mołdawskiej SRR powstała niepodległa Mołdawia, której terytorium zajmuje 2/3 historycznej Besarabii (nie licząc Naddniestrza). Reszta wchodzi w skład ukraińskich obwodów czerniowieckiego (wschodnia część z Chocimiem) i odeskiego (południowa część z Białogrodem i Izmaiłem). Mimo tragedii okresu 1940–1953 region zachował charakter wieloetniczny, szczególnie na południu.

## Miasta

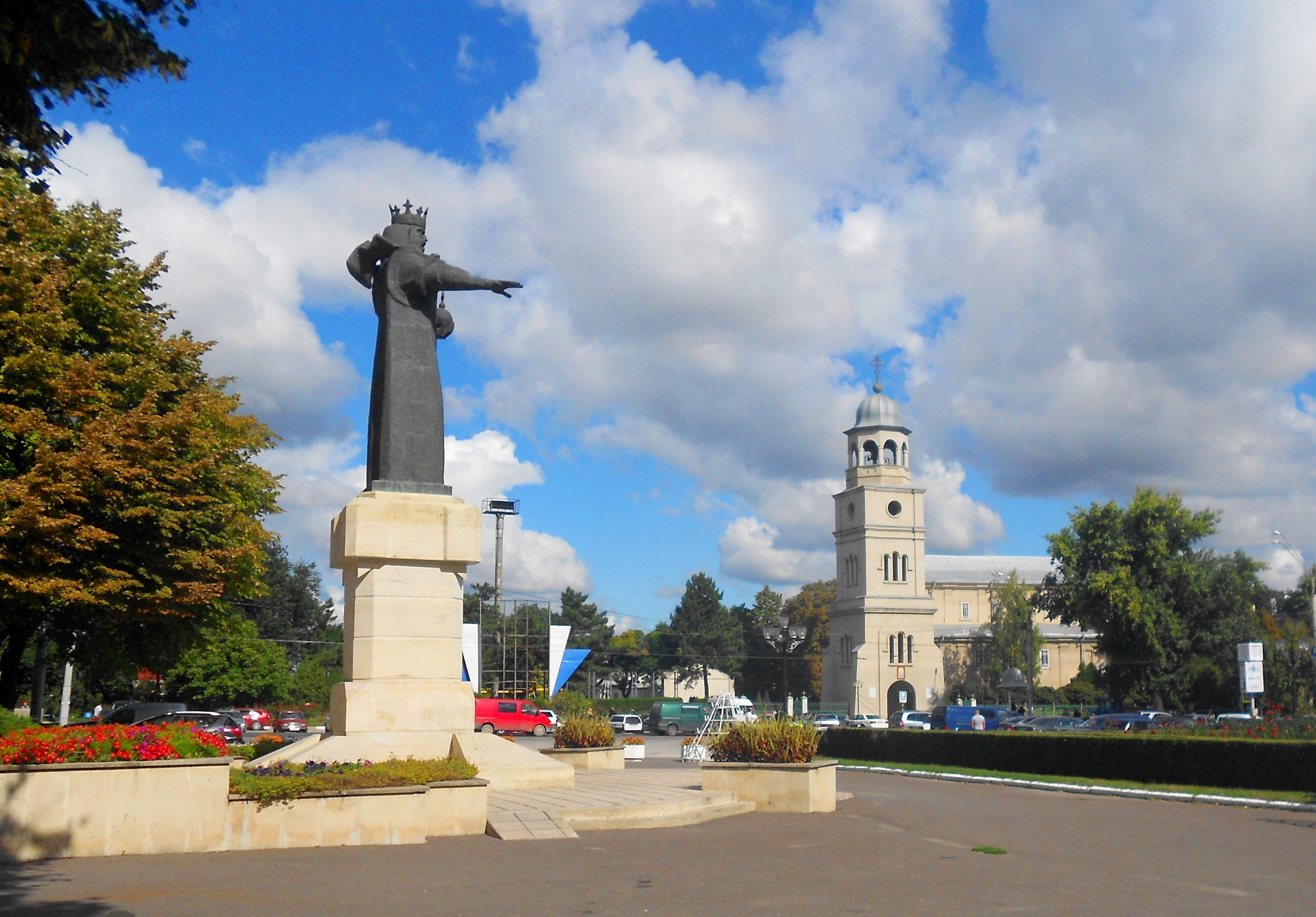
Bielce, pomnik Stefana Wielkiego

Największe miasta Besarabii współcześnie:
|     | miasto                  | populacja (2014) | państwo (2017) |
| --- | ----------------------- | ---------------- | -------------- |
| 1.  | Kiszyniów               | 492 894          | Mołdawia       |
| 2.  | Bielce                  | 105 000          | Mołdawia       |
| 3.  | Bendery                 | 91 882           | Mołdawia       |
| 4.  | Izmaił                  | 72 509           | Ukraina        |
| 5.  | Białogród nad Dniestrem | 50 078           | Ukraina        |
| 6.  | Kaguł                   | 40 900           | Mołdawia       |
| 7.  | Ungheni                 | 38 400           | Mołdawia       |
| 8.  | Soroki                  | 37 500           | Mołdawia       |
| 9.  | Orgiejów                | 33 600           | Mołdawia       |
| 10. | Komrat                  | 26 000           | Mołdawia       |